# Лашелл, Джозеф
Джозеф Лашелл (англ. Joseph LaShelle; 9 июля 1900, Лос-Анджелес, Калифорния — 20 августа 1989, Ла-Холья, Калифорния) — американский кинооператор, известный своими работами 1940-60-х годов.
«Лашелл превосходно снимал фильмы нуар», а позднее «отличался умением работать как в чёрно-белом, так и цветном кинематографе».
«Большинство из своих лучших работ Лашелл сделал по контракту со студией „Двадцатый век Фокс“ (1943—1954)». В этот период оператор «делал выдающуюся работу» с такими режиссёрами как Отто Премингер и Генри Костер. К числу лучших картин Лашелла на студии «Двадцатый век Фокс» относятся фильмы в жанре "нуар" «Лора» (1944), «Площадь похмелья» (1945), «Придорожное заведение» (1948) и «Там, где кончается тротуар» (1950), а также романтическая комедия «Клуни Браун» (1946).
После ухода со студии «Двадцатый век Фокс» Лашелл со середины 1950-х годов и в 1960-е годы «успешно работал с такими высококлассными режиссёрами как Делберт Манн, Мартин Ритт и особенно Билли Уайлдер». В этот период лучшими работами оператора были мелодрама «Марти» (1955), драмы «Долгое жаркое лето» (1958) и «Аутсайдер» (1961), романтические комедии «Квартира» (1960), «Нежная Ирма» (1963) и «Азарт удачи» (1966), а также криминальный триллер «Погоня» (1966).
В 1945 году Лашелл завоевал «Оскар» за операторскую работу фильма «Лора» (1944), кроме того ещё восемь раз он был номинирован на «Оскар».

## Ранние годы
Лашелл родился 9 июля 1900 года в Лос-Анджелесе, Калифорния.
Получив образование инженера-электрика, в 1920 году Лашелл пошёл работать на студию «Парамаунт» в качестве лаборанта, намереваясь заработать деньги на учёбу в Станфордском университете. Три года спустя, дослужившись до управляющего лабораторией печати, он решил остаться на студии.
К 1925 году под покровительством своего наставника, опытного оператора Чарльза Г. Кларка Лашелл приобрёл бесценный опыт работы за камерой.
В 1930-е годы Лашелл работал в составе операторской группы на студиях «Метрополитан», «Пате» и «Фокс», часто под руководством авторитетного оператора-постановщика Артура С. Миллера, вместе с которым в период с 1932 по 1943 год участвовал в съёмках 18 картин. При Миллере, который выступал как оператор-постановщик, Лашелл был оператором таких признанных фильмов студии «Фокс», как «Как зелена была моя долина» (1941) и «Табачная дорога» (1941) Джона Форда и «Песня Бернадетт» (1943) Генри Кинга.

## Работа на студии «Двадцатый век Фокс» (1943—1954)
В 1943 году на студии «Фокс» Лашелл был повышен до оператора-постановщика, и «с этого момента стал наращивать свой авторитет как один из самых передовых стилистов Голливуда». «Его главный талант заключался в умении использовать освещение, декорации, крупные планы и умные ракурсы для создания сурово-реалистичного, натурального визуального ряда, особенно важного для атмосферы фильмов нуар».

### Сотрудничество в Отто Премингером (1944—1954)
Особенно удачное сотрудничество у Лашелла сложилось с режиссёром и продюсером Отто Премингером. Первой и наиболее успешной их совместной работой стал фильм нуар «Лора» (1944) с Джин Тирни и Дэной Эндрюсом в главных ролях. При съёмках этого фильма Лашелл проявил ещё одно своё операторское достоинство — умение придавать фильму дорогой вид при сравнительно скромном бюджете. Практически все сцены фильма снимались в интерьерах, без натурных съёмок с добавлением лишь нескольких небольших эпизодов, снятых в студии. Несмотря на отсутствие динамичных сцен на улицах города Лашеллу удалось создать убедительную картину богатых кварталов Парк-авеню с элегантными апартаментами и шикарными ресторанами. Фильм принёс Лашеллу его единственный Оскар за операторскую работу, дав старт многолетней успешной работе в качестве оператора.
Вместе с Отто Премингером Лашелл работал ещё над тремя удачными фильмами нуар — «Падший ангел» (1945) с Эндрюсом и Линдой Дарнелл, «Там, где кончается тротуар» (1951) с Эндрюсом и Тирни и «Тринадцатое письмо» (1951) с Дарнелл и Шарлем Буайе. Другими совместными работами Премингера и Лашелла стали романтическая комедия по Оскару Уайлду «Веер» (1949) с Джорджем Сэндерсом и Джинн Крейн, а также вестерн «Река, не текущая вспять» (1954) с Робертом Митчемом и Мерилин Монро.

### Сотрудничество с Генри Костером (1948—1952)
В этот период Лашелл снял пять фильмов с режиссёром Генри Костером — романтическую комедию «Удача ирландца» (1948) с Тайроном Пауэром и Энн Бакстер, мелодраму «Приходи в конюшню» (1949) о двух монахинях, решивших открыть детскую больницу (за эту картину Лашелл был удостоен номинации на Оскар), две комедии с Клифтоном Уэббом — «Мистер Бельведер звонит в звонок» (1951) и «Тайное бегство» (1951), а также лучшую их совместную работу, готическую мелодраму «Моя кузина Рэйчел» (1952) с Оливией де Хэвилленд и Ричардом Бартоном, которая принесла Лашеллу ещё одну номинацию на Оскар.

### Другие фильмы 1945—1954 годов
На студии «Двадцатый век Фокс» Лашелл снял ещё два значимых фильма нуар — викторианский хоррор «Площадь похмелья» (1945) режиссёра Джона Брама с Лейрдом Крегаром, Дарнелл и Сэндерсом, а также «Придорожное заведение» (1948) Жана Негулеско с Айдой Лупино, Ричардом Уидмарком и Корнелом Уайлдом, а чуть позднее — нуар Джозефа Ньюмана «Опасный круиз» (1953) с Джинн Крейн.
Лашелл был также оператором нескольких памятных комедий: романтической комедии Эрнста Любича «Клуни Браун» (1946) с Шарлем Буайе и Дженнифер Джонс и двух картин Эдмунда Гулдинга — комедии «Все это делают» (1949) с Дарнелл и криминальной комедии «Мистер 880» (1950) с Бертом Ланкастером.
Лашелл также поработал с такими признанными режиссёрами как Джозеф Л. Манкевич (комедия «Покойный Джордж Эпли» (1947)), Льюис Майлстоун (историческая драма «Отверженные» (1952)), Роберт Уайз (комедия «Кое-что для птиц» (1952)). Уже после ухода со студии «Фокс» он работал с Раулем Уолшем над военной драмой «Нагие и мёртвые» (1958) и с Джоном Фордом над его последним фильмом, исторической драмой «7 женщин» (1966) о группе христианских монахинь во время Гражданской войны в Китае в 1935 году.

## Работа во второй половине 1950-х и 1960-е годы
Уйдя со студии «Двадцатый век Фокс», Лашелл в качестве независимого оператора продолжал снимать вплоть до конца 1960-х годов.
В качестве независимого оператора Лашелл снял три картины режиссёра Делберта Манна. Первая из них — романтическая мелодрама «Марти» (1955) с Эрнестом Боргнайном принесла ему очередную номинацию на Оскар, за ней последовала офисная драма «Мальчишник» (1957) и военная драма с Тони Кёртисом «Аутсайдер» (1961).
Две удачные картины Лашелл снял с режиссёром Мартином Риттом — мелодраму о семейных отношениях «Калифорнийские семьи» (1957) и высоко оцененную сельскую драму с Полом Ньюманом «Долгое жаркое лето» (1958).
Он также снял два фильма нуар — «Страх бури» (1955) Корнела Уайлда с Уайлдом и Джин Уоллес в главных ролях, и «Преступление страсти» (1957) Герда Освальда с Барбарой Стэнвик и Стерлингом Хэйденом. Ещё одна памятная работа этого периода — драма из актёрской жизни «Карьера» (1959) с Дином Мартином и Ширли Маклейн принесла Лашеллу очередную номинацию на Оскар.

### Сотрудничество с Билли Уайлдером (1960—1966)
1960-е годы ознаменовались для Лашелла чрезвычайно успешным сотрудничеством с режиссёром Билли Уайлдером, вместе с которым он снял четыре фильма. Первым и самым удачным среди них была романтическая комедийная драма «Квартира» (1960) с Джеком Леммоном и Ширли Маклейн. За ней последовали романические комедии «Нежная Ирма» (1963) с теми же артистами в главных ролях, «Поцелуй меня, глупенький» (1964) с Дином Мартином и Ким Новак, а также «Азарт удачи» (1966) с Леммоном и Уолтером Маттау. Три из этих четырёх картин — «Квартира» (1960), «Нежная Ирма» (1963) и «Азарт удачи» (1966) — принесли Лашеллу номинации на Оскар за лучшую операторскую работу.

### Другие фильмы 1960-х годов
Памятной картиной Лашелла 1960-х годов стал эпический вестерн студии «Метро-Голдвин-Майер» «Как был завоёван Запад» (1962) со звёздным актёрским составом, включавшим Джеймса Стюарта, Джона Уэйна, Грегори Пека и Генри Фонду (за этот фильм в составе группы из четырёх операторов Лашелл получил номинацию на Оскар) .
В 1960-е годы Лашелл стал работать с режиссёрами нового поколения, сняв такие фильмы, как драма Джона Кассаветиса «Ребёнок ждёт» (1963) с Бертом Ланкастером и Джуди Гарланд, криминальный триллер Артура Пенна «Погоня» (1966) с Марлоном Брандо, Робертом Редфордом и Джейн Фондой, а также романтическую комедию с Редфордом и Джейн Фондой «Босиком по парку» (1967).

### Работа на телевидении
Лашелл сравнительно мало работал на телевидении, сняв два эпизода мистического сериала «Альфред Хичкок представляет» (1957), один эпизод мистического сериала «Сумеречная зона» (1959), а также один эпизод медицинской драмы «Медицинский центр» (1969).

## Личная жизнь
В 1969 году Лашелл вышел на пенсию. Умер двадцать лет спустя в возрасте 89 лет.

## Фильмография

### Кинооператор
| - 1943 — Весёлая страна / Happy Land - 1944 — Загадка Бермуд / Bermuda Mystery - 1944 — Канун Святого Марка / The Eve of St. Mark - 1944 — Либо так, либо никак / Take It or Leave It - 1944 — Лора / Laura - 1945 — Площадь похмелья / Hangover Square - 1945 — Колокол Адано / A Bell for Adano - 1945 — Падший ангел / Fallen Angel - 1945 — Куколка / Doll Face - 1946 — Клодиа и Дэвид / Claudia and David - 1946 — Клуни Браун / Cluny Brown - 1947 — Покойный Джордж Эпли / The Late George Apley - 1947 — Лисы Хэрроу / The Foxes of Harrow - 1947 — Капитан из Кастильи / Captain from Castile - 1948 — Глубокие воды / Deep Waters - 1948 — Удача ирландца / The Luck of the Irish - 1948 — Придорожное заведение / Road House - 1949 — Веер / The Fan - 1949 — Приходи в конюшню / Come to the Stable (номинация на Оскар) - 1949 — Все занимаются этим / Everybody Does It - 1950 — Мама мне не говорила / Mother Didn’t Tell Me - 1950 — Мой старик / Under My Skin - 1950 — Там, где кончается тротуар / Where the Sidewalk Ends - 1950 — Мистер 880 / Mister 880 - 1950 — Большой куш / The Jackpot - 1951 — Тринадцатое письмо / The 13th Letter - 1951 — Мистер Бельведер звонит в звонок / Mr. Belvedere Rings the Bell - 1951 — Парень, который вернулся / The Guy Who Came Back - 1951 — Тайное бегство / Elopement - 1952 — Изгнанники Покер-Флэта / The Outcasts of Poker Flat - 1952 — Отверженные / Les Miserables - 1952 — Кое-что для птиц / Something for the Birds - 1952 — Моя кузина Рэйчел / My Cousin Rachel (номинация на Оскар) - 1953 — Мистер Скаутмастер / Mister Scoutmaster - 1953 — Опасный круиз / Dangerous Crossing | - 1954 — Река не течёт вспять / River of No Return - 1955 — Марти / Marty (номинация на Оскар) - 1955 — Страх бури / Storm Fear - 1955 — Мой друг Флика / My Friend Flicka (телесериал) - 1956 — Завоеватель / The Conqueror - 1956 — Наша мисс Брукс / Our Miss Brooks - 1956 — К солнцу / Run for the Sun - 1957 — Преступление страсти / Crime of Passion - 1957 — Мальчишник / The Bachelor Party - 1957 — Ярость при раскрытии / Fury at Showdown - 1957 — Я был тинейджером-оборотнем / I Was a Teenage Werewolf - 1957 — Калифорнийские семьи / No Down Payment - 1957 — Розовая ночная рубашка / The Fuzzy Pink Nightgown - 1957 — Похитители / The Abductors - 1957 — Альфред Хичкок представляет / Alfred Hitchcock Presents (телесериал) - 1958 — Долгое жаркое лето / The Long, Hot Summer - 1958 — Нагие и мёртвые / The Naked and the Dead - 1959 — Сумеречная зона / The Twilight Zone (телесериал) - 1959 — Карьера / Career (номинация на Оскар) - 1960 — Квартира / The Apartment (номинация на Оскар) - 1961 — Всей работы на одну ночь / All in a Night’s Work - 1961 — Машина медового месяца / The Honeymoon Machine - 1961 — Аутсайдер / The Outsider - 1962 — Как был завоёван Запад / How the West Was Won (номинация на Оскар) - 1963 — Ребёнок ждёт / A Child Is Waiting - 1963 — Нежная Ирма / Irma la Douce (номинация на Оскар) - 1964 — Неукротимый и прекрасный / Wild and Wonderful - 1964 — Поцелуй меня, глупенький / Kiss Me, Stupid - 1966 — 7 женщин / 7 Women - 1966 — Погоня / The Chase - 1966 — Азарт удачи / The Fortune Cookie (номинация на Оскар) - 1967 — Босиком по парку / Barefoot in the Park - 1968 — Побережье Кона / Kona Coast - 1969 — Медицинский центр / Medical Center - 1969 — 80 шагов к Ионе / 80 Steps to Jonah |